# Liste der Kulturdenkmäler in Wiera (Schwalmstadt)
Die folgende Liste enthält die in der Denkmaltopographie ausgewiesenen Kulturdenkmäler auf dem Gebiet des Ortsteils Wiera der  Stadt Schwalmstadt, Schwalm-Eder-Kreis, Hessen.
Hinweis: Die Reihenfolge der Denkmäler in dieser Liste orientiert sich an der Anschrift, alternativ ist sie auch nach der Bezeichnung oder der Bauzeit sortierbar.
Kulturdenkmäler werden fortlaufend im Denkmalverzeichnis des Landes Hessen durch das Landesamt für Denkmalpflege Hessen auf Basis des Hessischen Denkmalschutzgesetzes (HDSchG) geführt. Die Schutzwürdigkeit eines Kulturdenkmals hängt nicht von der Eintragung in das Denkmalverzeichnis des Landes Hessen oder der Veröffentlichung in der Denkmaltopographie ab.

## Wiera
| Bild               | Bezeichnung                                                     | Lage                                               | Beschreibung | Bauzeit                   | Daten |
| ------------------ | --------------------------------------------------------------- | -------------------------------------------------- | --- | ------------------------- | ----- |
| Gesamtanlage Wiera | Gesamtanlage Wiera                                              | Wiera Lage                                         | |                           |       |
| Bild gesucht BW    | Raiffeisen                                                      | Wiera, Am Berg (2) Lage                            | | um 1700                   |       |
| Bild gesucht BW    | Evangelische Filialkirche                                       | Wiera, Am Berg LageFlur: 13, Flurstück: 19         | Die evangelische Filialkirche wurde 1828 erbaut. Es handelt sich um eine klassizistische, dreiachsige Saalkirche in sichtbarem Bruchsteinmauerwerk mit Walmdach. Im Inneren befindet sich eine dreiseitig umlaufende Empore und ein Altar mit dahinter stehender Kanzel aus der Bauzeit. Die Orgel stammt aus der Zeit um 1900. | 1828                      |       |
| Bild gesucht BW    | Ehemalige Schule                                                | Wiera, Am Berg 6 Lage                              | | frühes 19. Jahrhundert    |       |
| Bild gesucht BW    | Ehemaliges Enthaus Am Berg (8)                                  | Wiera, Am Berg (8) Lage                            | |                           |       |
| Bild gesucht BW    | Brücke der Zufahrtsstraße zum Ortskern                          | Wiera, Grubenstraße Lage                           | | 1916                      |       |
| Bild gesucht BW    | Hofanlage Grubenstraße (1 + 1b)                                 | Wiera, Grubenstraße (1 + 1b) Lage                  | | 1853                      |       |
| Bild gesucht BW    | Haupthaus mit Altenteiler Grubenstraße (15)                     | Wiera, Grubenstraße (15) Lage                      | |                           |       |
| Bild gesucht BW    | Wirtschaftsgebäude einer Hofanlage Grubenstraße (9)             | Wiera, Grubenstraße (9) Lage                       | | 1827                      |       |
| Bild gesucht BW    | Haupthaus einer Hofanlage Grubenstraße 10                       | Wiera, Grubenstraße 10 Lage                        | | 1822                      |       |
| Bild gesucht BW    | Giebelständiger Speicherbau Grubenstraße (10)                   | Wiera, Grubenstraße (10) Lage                      | | mittleres 18. Jahrhundert |       |
| Bild gesucht BW    | Enthaus Grubenstraße (12)                                       | Wiera, Grubenstraße (12) Lage                      | | frühes 18. Jahrhundert    |       |
| Bild gesucht BW    | Wohnhaus Niederrheinische Straße 6                              | Wiera, Niederrheinische Straße 6 Lage              | | spätes 19. Jahrhundert    |       |
| Bild gesucht BW    | Wohnwirtschaftsgebäude Niederrheinische Straße 9                | Wiera, Niederrheinische Straße 9 Lage              | | mittleres 19. Jahrhundert |       |
| Bild gesucht BW    | Wohnhaus einer Hofanlage Niederrheinische Straße 14             | Wiera, Niederrheinische Straße 14 Lage             | | 1905                      |       |
| Bild gesucht BW    | rückwärtiges Ernhaus einer Hofanlage Niederrheinische Straße 17 | Wiera, Niederrheinische Straße 17 Lage             | | frühes 19. Jahrhundert    |       |
| Bild gesucht BW    | Ziegelbau Niederrheinische Straße 25                            | Wiera, Niederrheinische Straße 25 Lage             | | 1902                      |       |
| Bild gesucht BW    | Ernhaus Untergasse 12                                           | Wiera, Untergasse 12 Lage                          | | spätes 18. Jahrhundert    |       |
| Bild gesucht BW    | Wohnwirtschaftsgebäude Untergasse (38)                          | Wiera, Untergasse (38) Lage                        | | spätes 18. Jahrhundert    |       |
| Bild gesucht BW    | Lichsmühle                                                      | Wiera, Lichsmühle (18) LageFlur: 15, Flurstück: 95 | | 17. Jahrhundert           |       |